# کوتاوانک
کوتاوانک (ارمنی: Կոթավանք; انگلیسی: Kotavank) یک صومعه حواری ارمنی واقع در نرکین گتاشن، در استان گغارکونیک، ارمنستان می‌باشد. ساخت و ساز این ساختمان در سده ۹ میلادی؛ به پایان رسید. این بنا به سبک ارمنی طراحی شده‌است.

## نگارخانه

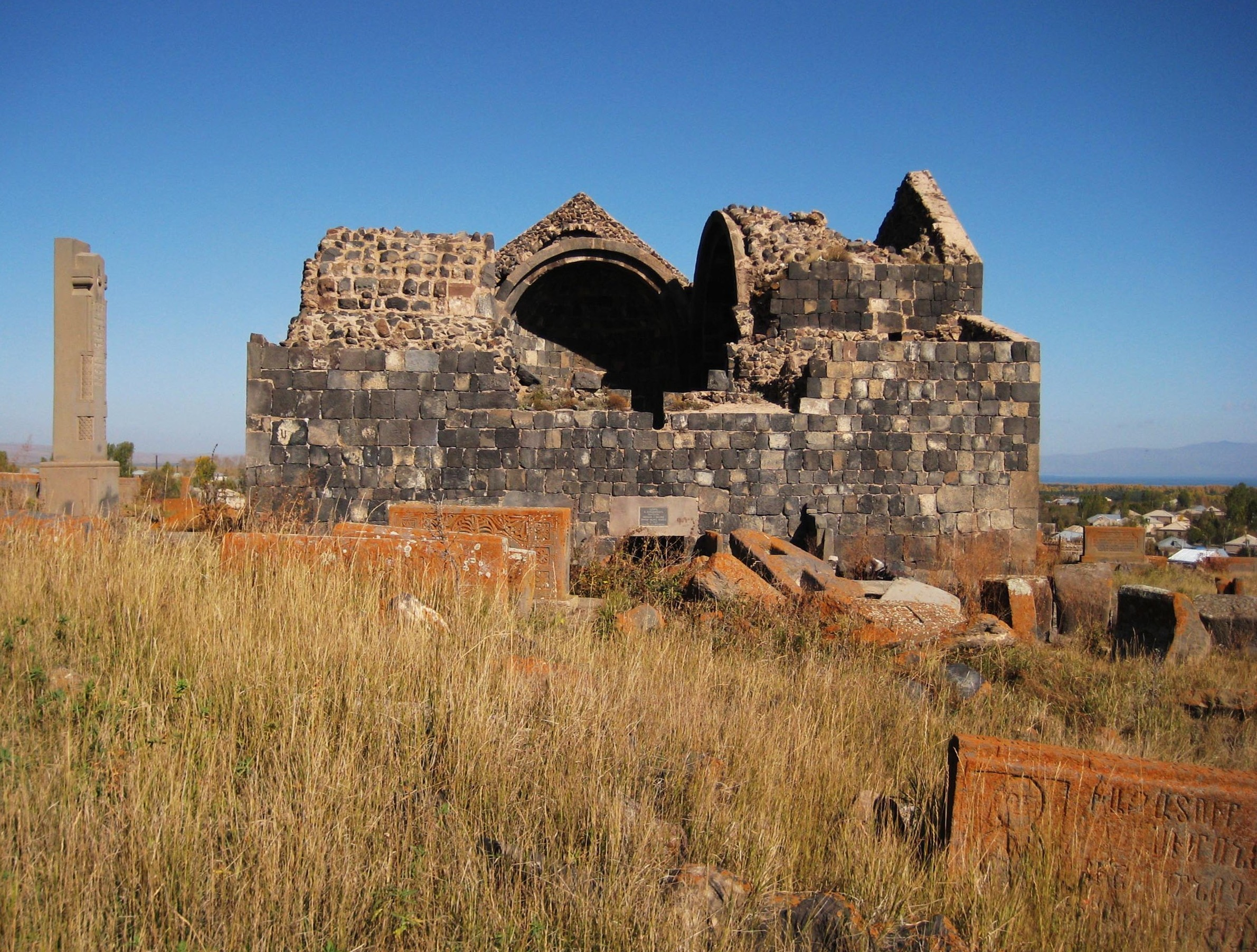
South view of Kotavank (prior to renovation).
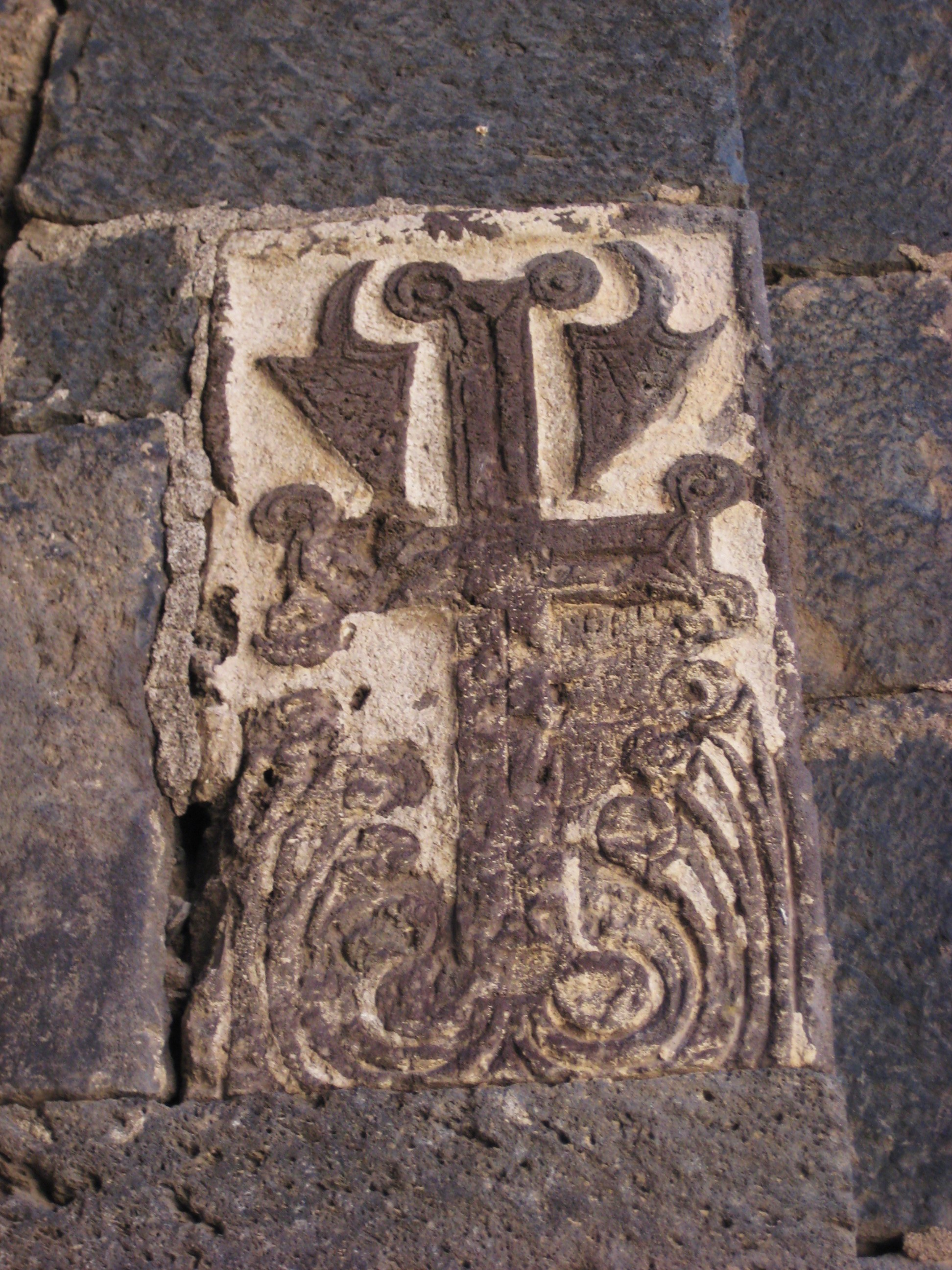
Decorative stone embedded into the wall near the apse.
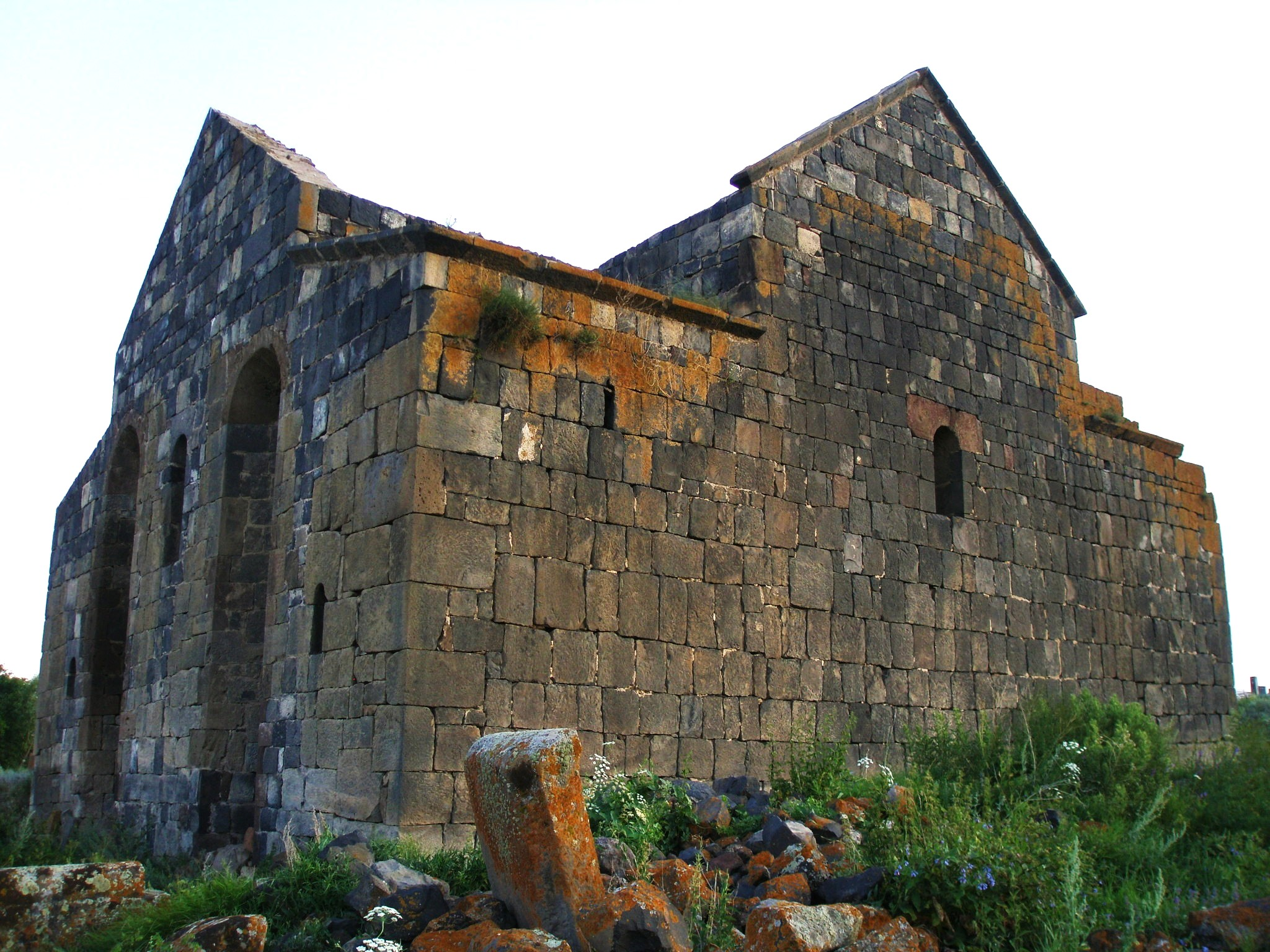
Side view at the north and east wall (prior to renovation).
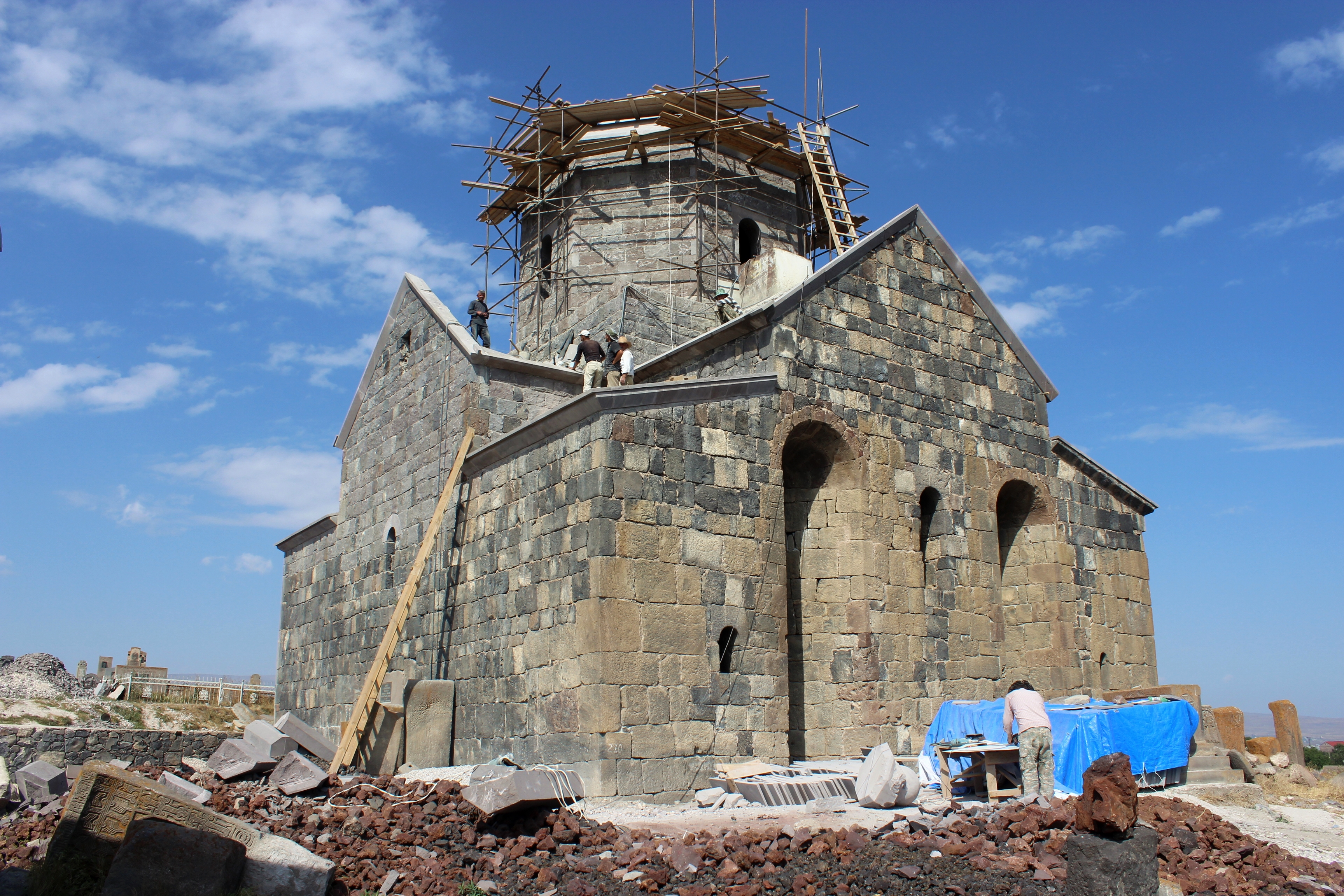
Renovation of the church as of September 2014.
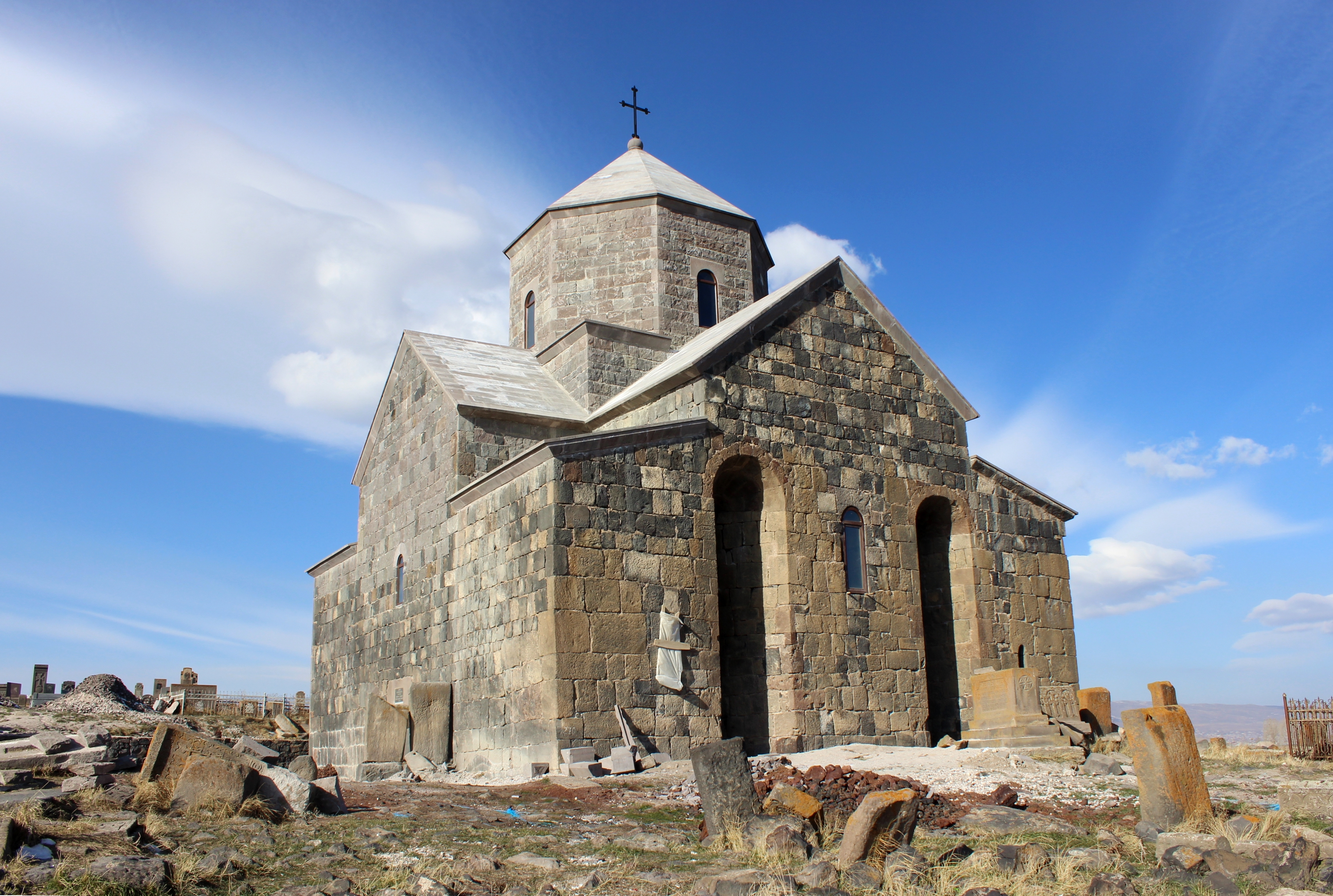
Renovation of the church as of November 2014.